# WarJetz
WarJetz (đôi lúc còn gọi là World Destruction League: WarJetz) là tựa game về không chiến do hãng The 3DO Company đồng phát triển và phát hành vào năm 2001 trên hệ máy PlayStation và PlayStation 2. Phiên bản Game Boy Color đã được lên kế hoạch phát hành để rồi đến phút chót thì bị hủy bỏ. Trò chơi này là người kế nhiệm World Destruction League: Thunder Tanks, được phát hành vào năm trước.

## Lối chơi
Trò chơi diễn ra theo góc nhìn thứ ba cố định khi người chơi được lái nhiều loại máy bay tương lai giao chiến với kẻ thù trên mặt đất và trên không khi thu thập những món đồ gia tăng sức mạnh (power-up) và tiền tệ trong game được gọi là "bux". Người chơi có thể đưa hai máy bay phản lực khác nhau vào trận đánh và chuyển đổi giữa chúng bằng cách sử dụng vật phẩm gia tăng sức mạnh thu thập được. Nhìn chung, game có tới chín loại máy bay, ba mươi ba đấu trường, và năm chế độ chơi riêng biệt. Hầu hết các chế độ chơi đều rơi vào các danh mục phổ biến như tìm kiếm và tiêu diệt cùng với việc đoạt cờ từ tay đối phương.

## Đón nhận

### Phiên bản PlayStation 2
WarJetz đã vấp phải sự đón nhận trái chiều. Frank Provo, viết bài cho GameSpot, đã chấm cho phiên bản PlayStation 2 của game với số điểm 6.6/10, nói rằng nhà phát triển xứng đáng nhận được danh tiếng nhằm "tạo ra một hệ thống không chiến đồng thời trực quan và đa dạng". Ông tiếp tục chỉ trích đồ họa, cụ thể là, "texture xám xịt, vụ nổ 2D, cấu trúc khối ô vuông, đa giác biến mất và thường xuyên bị chậm lại". IGN đã chia sẻ cảm xúc tương tự về đồ họa, chú ý đến bảng màu xanh lá cây, nâu và xám lờ mờ và các texture xám xịt. Người đánh giá tiếp tục ca ngợi cách điều khiển đơn giản và phần lồng tiếng đầy thú vị, nhưng lại cho rằng lối chơi ngu si đần độn và dễ dàng. Người đánh giá chốt lại bằng cách nói rằng"Cần thêm phần hỗ trợ bốn người chơi." IGN đã chấm cho phiên bản Playstation 2 với số điểm 5.5/10.

### Phiên bản PlayStation
Phiên bản PlayStation của WarJetz  đã phải chịu phản ứng phê bình khắc nghiệt hơn. GameSpot chấm cho game số điểm 4.6/10, gọi đó "tồi tệ". Những lời than trách bao gồm việc điều khiển quá nhạy cảm, thiếu thủ thuật bay như cuộn thùng có sẵn trong phiên bản Playstation 2 và khoảng cách vẽ rút ngắn. NowGamer chấm cho tựa game này số điểm 2.9/10, chỉ trích tầm nhìn quan sát bị hạn chế, khó điều khiển, và một "hoang dã bị kéo bởi một con chim lên xuống thất thường."

## Đón nhận
Phiên bản PlayStation 2 nhận được các đánh giá "trái chiều" theo trang web tổng hợp kết quả đánh giá Metacritic. Frank Provo, viết cho GameSpot, đã nói về cùng một phiên bản console rằng các nhà phát triển xứng đáng được ghi nhận vì "tạo ra một hệ thống không chiến vừa trực quan vừa đa dạng". Ông tiếp tục chỉ trích đồ họa, cụ thể là "kết cấu lộn xộn, vụ nổ 2D, cấu trúc khối, đa giác biến mất và thường xuyên chậm lại". David Smith của IGN chia sẻ cảm nghĩ tương tự về đồ họa của cùng phiên bản console, lưu ý đến bảng màu xanh lá cây, nâu và xám buồn tẻ và kết cấu lầy lội. Ông tiếp tục khen ngợi các điều khiển đơn giản và diễn xuất lồng tiếng giải trí, nhưng lên án lối chơi là buồn tẻ và dễ dàng. Ông kết luận rằng "Nên bao gồm hỗ trợ bốn người chơi". Rob Smolka của tờ NextGen đã nói về phiên bản console tương tự, "Có rất nhiều thứ để xem và làm, nhưng đường cong thú vị hình chuông đạt đỉnh quá sớm và bạn có thể sẽ mất hứng thú trước khi kết thúc".